# Warren Barton
Pour les articles homonymes, voir Barton.
Waren Barton, né le 19 mars 1969 à Stoke Newington en Londres (Angleterre), est un footballeur anglais, qui évoluait au poste de défenseur à Newcastle United et en équipe d'Angleterre.
Barton n'a marqué aucun but lors de ses trois sélections avec l'équipe d'Angleterre en 1995. Lorsqu'il jouait à Newcastle United, il formait un duo de latéraux célèbre avec son alter-ego du flanc gauche, John Beresford.

## Carrière
- 1989-1980 : Maidstone United
- 1990-1995 : Wimbledon FC
- 1995-2001 : Newcastle United
- 2001-2003 : Derby County
- 2003-2004 : Queens Park Rangers
- 2004 : Wimbledon FC
- 2004-2005 : Dagenham & Redbridge

## Palmarès

### En équipe nationale
- 3 sélections et 0 but avec l'équipe d'Angleterre en 1995.

### Avec Newcastle United
- Vice-Champion du Championnat d'Angleterre de football en 1996 et 1997.
- Finaliste de la Coupe d'Angleterre de football en 1998 et 1999.